# Ulrich Ier de Mecklembourg-Stargard
Pour les articles homonymes, voir Ulrich Ier.
Ulrich Ier de Mecklembourg-Stargard, (en allemand Ulrich I. von Mecklenburg-Stargard), né en 1382, décédé le 8 avril 1417.
Il fut duc de Mecklembourg de 1392/1393 à 1417, prince de Brandenbourg, de Stargard, de Strelitz, duc de Mecklembourg-Stargard de 1417 à 1417.

## Famille
Fils de Jean Ier de Mecklembourg-Stargard et de Anne de Holstein.

### Mariages et descendance
Ulrich Ier de Mecklembourg-Stargard épousa Anne.
Un enfant est né de cette union :
Anne de Mecklembourg-Stargard, elle entra dans les ordres et fut abbesse à Wanzka
Veuf, Ulrich Ier de Mecklembourg-Stargard épousa Marguerite de Poméranie-Stettin) († 1417), (fille du duc Swantibor Ier de Poméranie-Stettin).
Deux enfants sont nés de cette union :
- Albert II de Mecklembourg-Stargard, co-duc de Mecklembourg-Stargard de 1417 à 1423

- Henri de Mecklembourg-Stargard, duc de Mecklembourg-Stargard, duc de Mecklembourg-Werle de 1438 à 1466, il épousa Judith de Werle-Waren (décédée en 1428) (fille du prince Nicolas V de Werle-Waren.

## Biographie
Ulrich Ier de Mecklembourg-Stargard naquit probablement vers 1382. Il régna conjointement avec son frère Jean II de Mecklembourg-Stargard. En 1408, d'un commun accord les deux frères signèrent un acte de partage des possessions héritées de leur père. Ulrich Ier reçut Brandenbourg, Stargard, Strelitz, Lize. Récemment installé dans son château, il décéda le 8 avril 1417, selon certaines rumeurs il aurait été empoisonné. Il fut sans doute inhumé à Wanzka où sa fille fut abbesse.

## Généalogie
De la lignée de Mecklembourg-Stargard, Ulrich Ier de Mecklembourg-Stargard appartient à la première branche de la Maison de Mecklembourg. Cette lignée s'éteignit en 1471 à la mort de Ulrich II de Mecklembourg-Stargard.

## Source
- Jiří Louda & Michael Maclagan (trad. de l'anglais), Les Dynasties d'Europe : héraldique et généalogie des familles impériales et royales, Paris, Bordas, 1984, 308 p. (ISBN 2-04-012873-5), p.221 Mecklembourg Aperçu général Tableau 111